# Réalisme critique
Le réalisme critique est une forme philosophique de réalisme qui s'est constituée dans les années 1920 aux États-Unis, parallèlement et quelques années après le mouvement néoréaliste. 
Le réalisme critique soutient principalement une théorie de la perception et de la connaissance fondée sur l'idée que la relation entre le sujet et l'objet est indirecte et en partie mentale. L'objet de la connaissance – la chose matérielle – n'est pas saisie directement par la conscience mais indirectement par le biais de  représentations qui constituent le contenu de la connaissance. Ces représentations sont perçues intuitivement comme se rapportant à leur objet.

## Contexte
En 1920 se manifeste pour la première fois une école de pensée qui se réclame du « réalisme critique » dans un ouvrage programmatique intitulé Essays in Critical Realism. L'ouvrage paraît  sous la forme d'un volume collectif comparable à celui qu'avaient publié huit ans plus tôt les néoréalistes sous l'intitulé : The New Realism. Le groupe des réalistes critiques qui participent aux Essays comprend les philosophes Durant Drake, Arthur Lovejoy, J. B. Pratt, A. K. Rogers, George Santayana, Roy Wood Sellars et Charles Strong.
Les promoteurs de ce mouvement s'accordent pour reconnaître que le néoréalisme a fait œuvre utile par sa critique de l'idéalisme, mais ils estiment insuffisante et incohérente la théorie de la perception et de la connaissance que les néoréalistes ont proposé en contrepartie. Ils considèrent à l'encontre de William James, auquel les néoréalistes se réfèrent sur ce point, que les choses ne sont pas « comme les expériences que nous en avons les présentent ». Charles Strong qui cite cette phrase de James lui oppose celle de Santayana : la perception est « un salut, non une étreinte », ce qui signifie qu'elle n'entre pas en contact avec son objet mais s'y réfère à distance.

## Thèses
Le réalisme critique comprend essentiellement deux thèses :
1. Il existe des choses physiques externes non connues en tant que choses physiques, mais se manifestant par leur action sur les organes sensoriels. Seule la structure du monde physique peut être connue par cette voie.
2. La conscience perçoit directement et « de l'intérieur » les impressions sensorielles produites par les choses du monde physique ainsi que les réactions à ces impressions (émotions, désirs, sensations corporelles, etc.)

C'est donc la représentation référentielle des choses qui est saisie par l'esprit, et non les choses elles-mêmes auxquelles ces représentations réfèrent. Par ailleurs, l'essence apparente des choses est tout entière dans la représentation et nullement dans les choses matérielles.
Les réalistes critiques ne s'accordent pas sur tous les points et le mouvement finira par se diviser sur  la question de l'essence des choses. Est-elle du même type que celle que nous offre notre propre expérience ? Cette position est défendue par Durant Drake, Charles Strong, A. K. Rogers et Santayana, les deux premiers s'étant même distingués par leur défense d'une conception panpsychiste de l'univers. Ou bien l'essence des choses est-elle d'un tout autre type ? Cette position est celle d'Arthur Lovejoy, de J. B. Pratt et de Roy Wood Sellars, qui ne croient pas pour cette raison que l'on puisse accéder à l'essence véritable des choses. Lovejoy prône même un dualisme du « mental » et du « physique » qui rend impossible cette connaissance.